# Flora (Noruega)
Flora é uma comuna da Noruega, com 693 km² de área e 11 331 habitantes (censo de 2004).